# 沃夫奇亞爾 (伊久姆區)
49°36′25″N 36°48′12″E / 49.60694°N 36.80333°E
沃夫奇亞爾（羅馬化：Vovchyi Yar）是位於烏克蘭東部哈爾科夫州伊久姆區巴拉克利亚市镇的村莊。該村處於沃夫奇亞爾河畔，面積0.675平方公里，海拔高度122米。